# Tony Fernandes

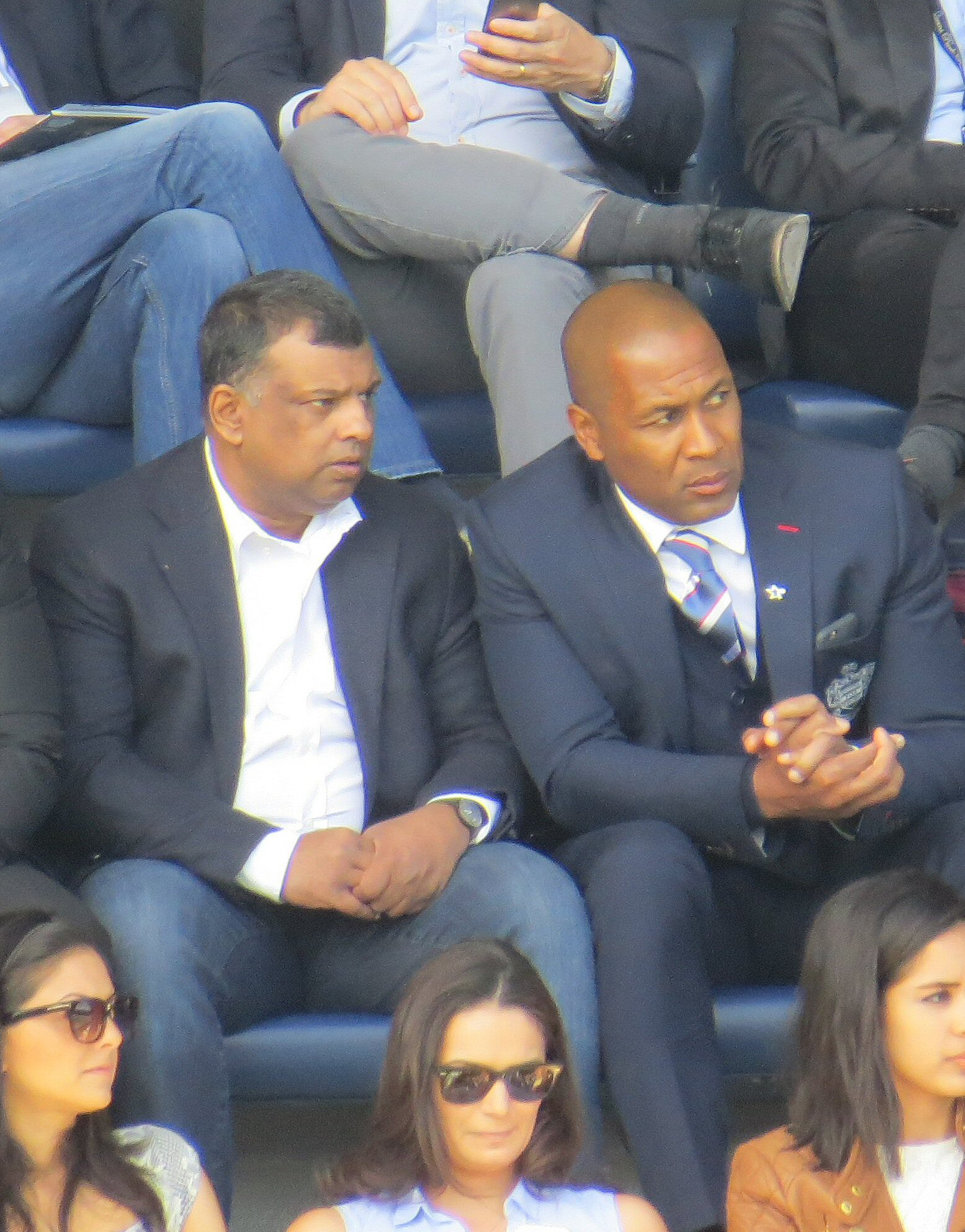
Tony Fernandes (links)

Anthony Francis „Tony“ Fernandes, CBE (* 1964 in Kuala Lumpur) ist ein malaysischer Unternehmer.

## Leben
Er ist u. a. Gründer der Firma Tune Air Sdn. Bhd., aus der die erste Billigfluglinie Malaysias mit dem Namen AirAsia hervorging. Er übernahm die überschuldete AirAsia, deren Flotte aus zwei Maschinen bestand, am 2. Dezember 2001 für einen Ringgit (24 Cent). Er war für das Südostasiengeschäft der amerikanischen Plattenfirma Warner Music Group zuständig.
Zudem gründete er einen Rennstall, den er Caterham F1 Team nannte. Dieser war ab 2010 in der Formel 1 startberechtigt. Außerdem ist Fernandes seit April 2011 Besitzer des englischen Automobilherstellers Caterham Cars sowie des GP2-Teams Caterham Racing und seit August 2011 Hauptanteilseigner des englischen Fußballvereins Queens Park Rangers.

## Persönliches/Ehrungen
- Das Forbes Magazine Asia schätzte Fernandes 2011 auf ein Vermögen von 615 Millionen US-Dollar; damit erreichte er Rang 15 auf der Liste der 40 reichsten Malaysier.[5]
- Das gleiche Magazin kürte den Unternehmer 2010 zum „Asia Businessman of the Year“
- Die französische Regierung ernannte Fernandes 2010 zum Ritter der Ehrenlegion
- 2011 verlieh die britische Queen dem Malaysier wegen seiner Verdienste um die Beziehungen in Wirtschaft und Bildung zwischen Malaysia und dem Vereinigten Königreich den Orden “Commander of the British Empire” (CBE)